# توسیع میدانی
در ریاضیات، به‌خصوص در جبر مجرد، توسیع میدانی (به انگلیسی: Field Extension) (یا توسیع میدان)، یک جفت میدان به صورت {\displaystyle E\subseteq F} (به صورت {\displaystyle E/F} هم نمایش می دهند) است چنان‌که عمل‌های دوتایی E همان اعمال دوتایی F اند که به E تحدید شده‌اند. در این حالت، F را یک توسیع میدانی از E گفته و E را زیرمیدانی از F می‌نامند. به عنوان مثال، تحت نمادگذاری‌های رایج جمع و ضرب، اعداد مختلط توسیع میدانی از اعداد حقیقی اند؛ لذا اعداد حقیقی زیر میدانی از میدان اعداد مختلط می‌باشند.
توسیع‌های میدانی در نظریه جبری اعداد، و در مطالعه ریشه‌های چندجمله‌ای در مبحث نظریه گالوا، نقش بنیادینی داشته و در هندسه جبری به‌طور گسترده مورد استفاده قرار می‌گیرند.

## ارجاعات
1. ↑  (Fraleigh 1976، ص. 293)
2. ↑  (Herstein 1964، ص. 167)
3. ↑  (McCoy 1968، ص. 116)